# Eugenio Sánchez de Fuentes Contreras
Eugenio Sánchez de Fuentes Contreras (Barcelona, 1826-La Habana, 1894) fue un escritor y jurista español.

## Biografía
Nació en 1826 en Barcelona. Magistrado y escritor, publicó libros de poesía, escribió obras de teatro y colaboró en numerosas publicaciones periódicas, entre ellas Los Niños (1870-1877), La Niñez (1879-1883), La Primera Edad (1875) y La Ilustración Católica (1877). Fallecido en marzo de 1894 en La Habana, fue padre de Eduardo Sánchez de Fuentes y Eugenio Sánchez de Fuentes y Peláez.